# Tom Hingley and The Lovers
The Lovers sind eine englische Band aus Manchester.
Ihre Musik ist eine Mischung aus Punk und Rock mit poppigen Elementen.

## Bandgeschichte
Gegründet wurden die Lovers 1989 von Jeremy Kelly, der auch schon in den Bands Lotus Eaters, Wild Swans und Diamond Sutra spielte. Er nahm mit dem Sänger Darren Jones einige Demos auf, aber das Projekt zerschlug sich. 1995 reformierte Jeremy Kelly die Lovers mit dem Inspiral-Carpets-Sänger Tom Hingley, der vorher in der Band Too Much Texas sang und Gitarre spielte. Sie experimentierten mit Stimmen-Samples und elektronischen Soundfiles. 1997 brachten sie die EP Work Rest & Play auf den Markt. Nach weiteren Aufnahmen, die bislang nicht veröffentlicht wurden, konzentrierten sich beide auf ihre Solokarrieren, Jeremy Kelly u. a. als Theatermacher und Tom Hingley als Solo-Musiker. 2001 reformierte Hingley die Band als Tom Hingley & The Lovers neu, mit Jason Brown an der Gitarre, Kelly Wood am Keyboard und Steve Hanley am Bass. Hanley spielte von 1979 bis 1998 in der englischen Kult-Band The Fall. Etwas später kam Paul Hanley, der jüngere Bruder von Steve Hanley, als Schlagzeuger in die Band. Auch er spielte bei The Fall, von 1980 bis 1985. Beide zusammen spielten danach auch in ARK. Diese Band gründete Steve Hanley nach seinem Ausscheiden bei The Fall.
Im September 2003 kam die erste Aufnahme von den Lovers in der aktuellen Besetzung auf den Markt, die quietschgelbe Vinyl-Single Yeah. Das erste Album Abba Are The Enemy erschien 2004 und bekam sehr gute Kritiken. Beide Platten erschienen auf Tom Hingleys eigenem Label, Newmemorabilia Records, genauso wie das Nachfolgealbum Highlights, welches im März 2008 veröffentlicht wurde.

## Diskografie
- Work Rest & Play, 1997, Poof Records (EP)
- Yeah, 2003, Newmemorabilia Records (Vinyl-Single)
- Abba Are The Enemy, 2004, Newmemorabilia Records (CD)
- Highlights, 2008, Newmemorabilia Records (CD)

## Song-Beiträge
- Tom Hingley (solo) – Happiness: Isolationstank (acoustic version), 2002, FF Vinyl (EP)

## Sampler-Beiträge
- Shake, 2004, Biff Bang Pow Records
- Out Of The Blue, 2004, Blue Cat Record